# 颱風桑達 (2004年)
颱風桑達（英語：Typhoon Songda，國際編號：0418，聯合颱風警報中心：22W，菲律賓大氣地球物理和天文管理局：Nina）為2004年太平洋颱風季第十八個被命名的風暴。「桑達」一名由越南提供，是指紅河一條名為「黑河」（Sông Đà）的支流。
桑達是一個星期內第二個吹襲日本的颱風，之前日本受到颱風暹芭的影響。

## 發展過程
桑達是於2004年8月28日，在馬紹爾群島附近形成，隨后向西前進。31日時中心附近最大風速達每秒45米（大約每小時160公里）。原本預測桑達將朝中國前進，但由於副熱帶高壓的減弱，桑達改朝西北前進。
9月5日下午4時半，桑達於日本沖繩縣名護市附近通過，在名護市測得924.4hPa的最低海面氣壓，之后其強度有所減弱。桑達進入東中國海后轉向東北，在7日8時半左右於日本長崎縣長崎市附近登陸，當時中心氣壓有945hPa，中心附近最大風速40m／s（大約145km／h）。隨后陸續經過佐賀縣、福岡縣、山口縣，12時進入日本海。
其后桑達快速北上，8日時接近東北地方及北海道地方，于北海道西南沿岸變為溫帶氣旋。

## 影響
| 排名   | 风暴名称 | 台风季 | 损失数额（2023年美元） |
| ------ | -------- | ------ | ---------------------- |
| 1      | 杜苏芮   | 2023   | 284億美元              |
| 2      | 密瑞兒   | 1991   | 224億美元              |
| 3      | 海貝思   | 2019   | 206億美元              |
| 4      | 燕子     | 2018   | 170億美元              |
| 5      | 摩羯     | 2024   | NaN美元                |
| 6      | 桑达     | 2004   | 150億美元              |
| 7      | 菲特     | 2013   | 136億美元              |
| 8      | 法茜     | 2019   | 119億美元              |
| 9      | 桑美     | 2000   | 111億美元              |
| 10     | 利奇馬   | 2019   | 111億美元              |
| 来源： |          |        |                        |

### 
9月6日至7日，在南韓的鬱陵島錄得112毫米的雨量。

### 日本
4日至9日，在諸塚錄得905毫米雨量，其中358毫米集中在6日及7日早上。在廣島錄得最高風速為135英哩／60.2米／秒。在佐賀錄得944.3的低氣壓。新聞報導指出颱風在日本造成20人死亡及700多人受傷。此外，15名輪船人員失蹤。桑達造成了三宗地震。

## 外部連結
- （日語）http://www.jma.go.jp/ （页面存档备份，存于） 日本氣象廳首頁
- （英文）http://www.usno.navy.mil/JTWC/ （页面存档备份，存于） 聯合颱風警報中心首頁
- （简体中文）https://web.archive.org/web/20120928121548/http://www.nmc.gov.cn/ 中央氣象台首頁
- （繁體中文）http://www.cwb.gov.tw/ （页面存档备份，存于） 中央氣象局首頁
- （繁體中文）http://www.hko.gov.hk/ （页面存档备份，存于） 香港天文台首頁
- （繁體中文）http://www.smg.gov.mo/ （页面存档备份，存于） 澳門地球物理暨氣象局首頁